# Siège de Kamacha
Guerres arabo-byzantines
Batailles
- Mu'tah (629)
- Ajnadayn (634)
- Damas (634)
- Fahl (635)
- Yarmouk (636)
- Jérusalem (636-637)

- Héliopolis (640)
- Nikiou (646)

- Sufétula (647)
- Tahouda (683)
- Mammès (688)
- Carthage (698)
- Oued Nini (698)

- 1re Constantinople (674-678)
- Sébastopolis (692)
- Tyane (~708)
- 2e Constantinople (717-718)
- Andrinople (718)
- Nicée (727)
- Akroinon (740)

- Kamacha (766)
- Invasion de l'Asie Mineure (782)
- Kopidnadon (788)
- Krasos (804)
- Invasion de l'Asie Mineure (806)
- Anzen (838)
- Amorium (838)
- Mauropotamos (844)
- Poson (863)
- Bathys Ryax (872 ou 878)

- Syracuse (877-878)
- Stelai ou 1re Milazzo (880)
- 2e Milazzo (888)
- Taormine (902)
- Garigliano (915)
- Détroit (965)
- Georges Maniakès en Sicile (1038-1040)

- Phœnix de Lycie (655)
- Keramaia (746)
- Conquête musulmane de la Crête (années 820)
- Damiette (853)
- Raguse (866-868)
- Kardia (~872-873)
- Golfe de Corinthe (~873)
- Céphalonie (880)
- Chalcis (~883)
- Thessalonique (904)

- Portes ciliciennes (878)
- Campagnes de Jean Kourkouas (926-944)
- Marach (953)
- Raban (958)
- Andrassos (960)
- Campagnes de Nicéphore II Phocas (956-969)
- Chandax (960-961)
- Alexandrette (971)
- Campagnes de Jean Tzimiskès (~950-975)
- Gués de l'Oronte (994)
- Alep (994-995)
- Apamée (998)
- Campagnes de Basile II (979-999)
- Azâz (1030)

Le siège de Kamacha par le califat abbasside a lieu à l'automne 766 et consiste en un siège de la forteresse byzantine stratégiquement importante de Kamacha sur la rive est de l'Euphrate ainsi qu'en un raid de grande envergure à travers la Cappadoce par une partie de l'armée d'invasion abbasside. Ces deux campagnes échouent. Le siège se prolonge jusqu'en hiver avant d'être abandonné par les Arabes et l'autre force arabe est encerclée avant d'être lourdement défaite par les Byzantins. Cette campagne est l'une des premières opérations de grande envergure lancée par les Abbassides contre Byzance et est l'une des rares campagnes des guerres arabo-byzantines dont des informations détaillées ont survécu, bien qu'elle soit à peine mentionné dans les sources arabes et byzantines.

## Contexte
Après les guerres civiles omeyyades des années 740 et les troubles de la révolution abbasside, les Byzantins dirigés par Constantin V (qui règne entre 741 et 775) reprennent l'initiative sur leur frontière orientale et poursuivent une stratégie agressive (bien que limitée) contre l'empire musulman. Plutôt que de se lancer dans une reconquête par le biais de la déportation de populations frontalières, Constantin cherche surtout à créer un no man's land permanent entre les deux empires qui protégerait l'Asie Mineure et entraverait les raids musulmans contre le cœur du territoire byzantin. Parmi les forteresses prises par les Byzantins en 754-755 figurent celle de Kamacha,. Située à un point stratégique, sur un plateau surplombant le Haut Euphrate, elle se trouve aux extrémités orientales du territoire byzantin et, depuis sa première capture par les Arabes, elle a changé de maîtres à plusieurs reprises.
Après avoir renversé les Omeyyades, le nouveau régime abbasside reprend rapidement les attaques de ses prédécesseurs contre l'Empire byzantin. La première intervient en 756. Malgré quelques succès des deux côtés, dont une victoire arabe majeure en 760, les cinq ans qui suivent sont relativement tranquilles. Constantin V est engagé dans des guerres contre les Bulgares et le califat abbasside se concentre dans la répression de diverses rébellions et dans la lutte contre les incursions khazars,.

## Siège
Au début de 766, un échange de prisonnier a lieu entre les deux empires à l'ouest de la Cilicie, suivi par une reprise d'hostilités de grande envergure. Au mois d'août, une importante armée abbasside, comprenant des contingents de différentes nationalités et dirigée par al-Abbas Ibn Muhammed (le frère du calife Al-Mansur) et al-Hasan ibn Qahtaba, envahit le territoire byzantin depuis la Mésopotamie supérieure. Elle a pour objectif Kamacha. La campagne est décrite brièvement par les historiens musulmans comme Al-Tabari mais est surtout détaillée par les sources syriaques chrétiennes, notamment par la Chronique dite de Zuqnin écrite par un moine du monastère de Zuqnin.
L'armée abbasside ne rencontre aucune résistance alors qu'elle pille le long de son trajet vers la forteresse. Une fois arrivée, elle commence à bâtir des engins de siège et essaie de combler le fossé mais leur avancée est entravée par les propres engins de siège des défenseurs. De fait, les Abbassides tentent de lancer une attaque surprise de nuit contre une section de la forteresse où ne se trouve aucun mur. Toutefois, l'attaque est repoussée par les Byzantins qui lancent des rondins alourdis par des pierres contre les attaquants.
À ce moment, les musulmans divisent leurs forces. Le gros de l'armée, dirigée par Abbas, reste à Kamacha pour poursuivre le siège pendant que le reste des troupes (une force clairement exagérée de 50 000 hommes selon le chroniqueur) est envoyée pour razzier le territoire byzantin plus en profondeur. Le siège continue tout au long de l'automne et les Arabes qui, par habitude, n'ont pas emporté beaucoup de vivres, commencent à souffrir du manque de provisions. Finalement, ils établissent un marché pour les marchands de la région de Jazîrah et des environs pour subvenir à leurs besoins. Néanmoins, l'hiver approchant, l'armée arabe doit lever le siège et se replier vers le sud, brûlant l'important marché pour éviter qu'il ne tombe aux mains des Byzantins,.
L'autre moitié de l'armée arabe connaît un sort bien pire. Sans guides pour se repérer dans la région, de nombreux hommes meurent de faim et de soif lors de sa traversée de terres désertées, avant d'atteindre les plaines fertiles de Cappadoce autour de Césarée. Après avoir pillé la région et s'être retournée vers le sud et la Syrie, elle rencontre une force byzantine de 12 000 hommes qui demande rapidement des renforts. Les Byzantins lancent ensuite une attaque nocturne victorieuse, reprenant le butin des Arabes. Les soldats survivants de l'armée abbasside s'enfuient avec l'un de ses chefs, Radad, pour Malatya. 5 000 autres dirigés par Mālik ibn Tawq trouvent refuge à Qaliqala. C'est de ce groupe que la chronique de Zuqnin tire ses informations. Comme le commente l'historien Hugh N. Kennedy, « Nous sommes probablement plus proches de la réalité de la guerre de frontière, avec ses confusions, sa rudesse et ses échecs dans ce récit que dans les versions courtes et épurées fournies par les historiens arabes ».

## Conséquences
En dépit de cet échec, la pression arabe commence à s'accroître progressivement, notamment après le sac de Laodicée Combusta en 770. Les Byzantins sont encore capables de lancer des contre-attaques importantes et de remporter quelques victoires en rase campagne mais en 782, le calife mobilise ses ressources et lance une offensive majeure dirigée par Hâroun ar-Rachîd, l'héritier du trône. Il contraint l'Empire byzantin à accepter une trêve de trois ans avec le paiement d'un lourd tribut. Quand les combats reprennent en 785 jusqu'au déclenchement de la guerre civile abbasside après la mort d'Hâroun en 809, les Abbassides établissent et maintiennent une suprématie militaire. Cela, en dépit du fait que la résistance byzantine interdit toute idée de conquête majeure,. La forteresse de Kamacha se rend aux Arabes en 793 avec la reddition de sa garnison arménienne pour être reprise par les Byzantins dans les années suivants la mort d'Hâroun. Les Arabes la reprennent en 822 avant de finalement être reconquise par les Byzantins en 851.